# أرنست هنري ويلسون
أرنست هنري ويلسون (1876-1930) (بالإنجليزية: Ernest Henry Wilson)‏ هو عالم نبات بريطاني.

## من النباتات التي وصفها
- بشملة بهشيانية
- شزندرة إسفينية المئبر
- ليسوم بورمي
- ماغنوليا أسطوانية
- ماغنوليا طبية
- ورد خيطي الساق
- ورد متكور